# Filter
Filter (стилизуется как FILTER) — американская рок-группа, представляющая музыку в стилях индастриал-метал, индастриал-рок, альтернативный метал, пост-гранж и альтернативный рок.

## История
Группа была создана в 1993 году в Кливленде Брайаном Лайзгэнгом (гитара, программинг) и Ричардом Патриком (лид-вокал, гитара), экс-гитаристом «Nine Inch Nails». В 1994 году был записан первый альбом, «Short Bus», вышедший в следующем году при поддержке известного продюсера Бэна Гросса и получивший платиновый статус. Посвящённый самоубийству Бадда Дуайера сингл Hey man, nice shot неожиданно стал очень успешным, он прозвучал в саундтреке нескольких фильмов. Лайзгэнг и Патрик созвали концертный состав, включивший в себя Джено Ленардо (гитара), Мэтта Уолкера (ударные) и Фрэнка Кавана (бас-гитара). «Filter» гастролировали этим составом до августа 1996 года, когда Уолкера взяли в «Smashing Pumpkins».
В 1997 году Лайзгэнг покинул группу, создав коллектив «Ashtar Command». В это же время Патрик также не уделял много времени группе, записывая с «The Crystal Method» саундтрек для «Спауна». Поэтому второй студийный альбом, «Title of Record», вышел лишь в 1999 году; помимо Патрика в записи участвовали Ленардо, Кавана и Стив Джиллис (ударные). Альбом снова стал платиновым в США, а сингл с него Take a Picture на сегодняшний день является самым успешным для группы (12-й в Billboard Hot 100 и 25-й в UK Singles Chart). Популярность альбома позволила «Filter» провести двухлетние гастроли на четырёх континентах.
Третий альбом, «The Amalgamut», вышел в 2002 году, после чего вместе с гитаристом Аланом Бэйли группа отправилась на гастроли в его поддержку. Однако завершились гастроли довольно быстро: Патрик из-за проблем с алкоголем лёг в реабилитационную клинику. Прежний состав больше никогда не собирался, а основатель Патрик занялся сторонними проектами: сначала участвовал в супергруппе «The Damning Well», затем создал «Army of Anyone». В 2007 году он вернулся к работе над новым альбомом «Filter», увидевшим свет в 2008 году («Anthems for the Damned»); затем издал сборники ремиксов и лучших хитов. В августе 2010 года вышел пятый студийный альбом, «The Trouble With Angels», тур в поддержку которого начался летом.
В 2013 году сингл «Happy Together» (кавер на песню «Happy Together» группы The Turtles) был использован в киноленте База Лурмана по роману Ф. С. Фицджеральда «Великий Гэтсби».
В начале 2018 года оригинальный участник группы Лайзгэнг вернулся в Filter спустя 21 год. Они с Патриком начали совместную работу над 8-м студийным альбомом. По словам последнего, группа собирается вернуться к звучанию периода «Short Bus». Новая пластинка, возможно, будет называться «Re-Bus». Лайзгэнг заявил, что это будет перезагрузка группы, возврат к исходному состоянию.
В октябре 2018 года дуэт запустил кампанию по сбору средств для выпуска нового альбома, предварительно названного «ReBus». В июле 2019-го платформа по сбору средств обанкротилась, поэтому релиз предстоящего альбома отменяется, а сам Ричард работает над новым диском под названием «They Got Us Right Where They Want Us, At Each Other’s Throats».
В июне 2020 года Filter опубликовали в сети видеоклип на песню «Thoughts and Prayers».

## Участники

### Текущий состав
- Ричард Патрик — вокал, гитара (с 1993)
- Джонни Радтке — гитара (2011-2015, 2017-..)
- Бобби Миллер — клавиши, гитара (с 2014)
- Грег Гарман — ударные (с 2019)

### Сессионные участники
- Брайан Лайзгэнг — гитара, программинг (1993—1997, 2017-..)
- John 5 — гитара (2008)
- Уэс Борланд — гитара (2008)
- Джош Фриз — ударные (2008)
- Рэй ДиЛео — программинг (1999, 2002, 2008, 2010)
- Люк Уолкер — бас-гитара (2008)

### Бывшие участники
- Мэтт Уолкер — ударные, перкуссия (1995—1997)
- Джено Ленардо — гитара (1995—2002)
- Фрэнк Кавана — бас-гитара (1995—2002)
- Стив Джиллис — ударные, перкуссия (1999—2002)
- Алан Бэйли — гитара (2002)
- Митчел Марло — гитара (2008—2010)
- Джон Спайкер — бас-гитара (2008—2010)
- Роб Паттерсон — гитара (2010—2011)
- Мика Финео — ударные, перкуссия (2008—2012)
- Фил Бакмэн — бас-гитара (2010—2013)
- Джефф Фридл — ударные, перкуссия (с 2012)
- Элиас Маллин — ударные, перкуссия (с 2012)

## Дискография

### Студийные альбомы
- 1995: Short Bus
- 1999: Title Of Record
- 2002: The Amalgamut
- 2008: Anthems For The Damned
- 2009: The Very Best Things (1995–2008) (сборник)
- 2010: The Trouble With Angels
- 2013: The Sun Comes Out Tonight
- 2016: Crazy Eyes
- 2017: The Trouble With Angels
- 2020: They Got Us Right Where They Want Us, at Each Other's Throats
- 2022: The Amalgamut (Expanded Edition)
- 2023: The Algorithm